# Zgłowiączka (gromada)
Zgłowiączka – dawna gromada, czyli najmniejsza jednostka podziału terytorialnego Polskiej Rzeczypospolitej Ludowej w latach 1954–1972.
Gromady, z gromadzkimi radami narodowymi (GRN) jako organami władzy najniższego stopnia na wsi, funkcjonowały od reformy reorganizującej administrację wiejską przeprowadzonej jesienią 1954 do momentu ich zniesienia z dniem 1 stycznia 1973, tym samym wypierając organizację gminną w latach 1954–1972.
Gromadę Zgłowiączka z siedzibą GRN w Zgłowiączce utworzono – jako jedną z 8759 gromad na obszarze Polski – w powiecie włocławskim w woj. bydgoskim, na mocy uchwały nr 24/17 WRN w Bydgoszczy z dnia 5 października 1954. W skład jednostki weszły obszary dotychczasowych gromad Borek, Czajno, Dęby Janiszewskie, Janiszewo, Łódź, Milżyn, Milżynek i Żydowo ze zniesionej gminy Piaski w tymże powiecie. Dla gromady ustalono 23 członków gromadzkiej rady narodowej.
31 grudnia 1959 do gromady Zgłowiączka włączono wsie Siemnowo i Sawilno, miejscowości Sułkowo Towarzystwo, Szczawin Folwark, Siemnówek Folwark, Siemnówek Parcele oraz osadę Janin ze zniesionej gromady Sułkowo w tymże powiecie.
31 grudnia 1961 do gromady Zgłowiączka włączono obszar zniesionej gromady Sarnowo w tymże powiecie.
1 stycznia 1972 gromadę Zgłowiączka połączono z gromadą Lubraniec, tworząc z ich obszarów gromadę Lubraniec z siedzibą Gromadzkiej Rady Narodowej w Lubrańcu w tymże powiecie (de facto gromadę Zgłowiączka zniesiono, włączając jej obszar do gromady Lubraniec).